# Sha'alvim
Sha'alvim (en hébreu : שַׁעַלְבִים) est un kibboutz religieux du centre d'Israël et l'un des deux seuls affiliés à Poale Agoudat Israel (Hofetz Haïm étant l'autre). 
Situé à proximité de la ville de Modi'in-Maccabim-Re'ut, il relève de la compétence du conseil régional de Gezer. En 2018 Sha'alvim comptait une population de 1 899 habitants.  

## Histoire
Le kibboutz est fondé le 13 août 1951 par un groupe Nahal du mouvement Ezra, sur les terres du village palestinien dépeuplé de Salbit. Il est nommé d'après un lieu biblique mentionné dans les livres de Joshua, des Juges et des Rois. La colline entre le kibboutz et Nof Ayalon est communément appelée Tel Sha'alvim. 
Jusqu'à la guerre des Six Jours, le kibboutz a été la cible de nombreuses attaques depuis la Cisjordanie en raison de sa proximité avec la Ligne verte. Selon un document pris à la Légion arabe jordanienne, la légion prévoyait d'attaquer le village et de massacrer tous ses habitants. 
En 1961, une yeshiva, Yeshivat Sha'alvim, y est fondée et est devenue un grand centre régional d'éducation religieuse.